# Джиллетт (містечко, Вісконсин)
Джиллетт (англ. Gillett) — місто (англ. town) в США, в окрузі Оконто штату Вісконсин. Населення — 989 осіб (2020).

## Демографія
Згідно з переписом 2010 року, у місті мешкали 1043 особи в 409 домогосподарствах у складі 320 родин. Було 454 помешкання
Расовий склад населення:
| - 96,4 % — білих - 1,2 % — корінних американців - 0,1 % — вихідців з тихоокеанських островів - 1,2 % — осіб інших рас |

До двох чи більше рас належало 1,1 %. Частка іспаномовних становила 1,4 % від усіх жителів.
За віковим діапазоном населення розподілялося таким чином: 21,3 % — особи молодші 18 років, 63,2 % — особи у віці 18—64 років, 15,5 % — особи у віці 65 років та старші. Медіана віку мешканця становила 44,7 року. На 100 осіб жіночої статі у місті припадало 113,3 чоловіків; на 100 жінок у віці від 18 років та старших — 110,0 чоловіків також старших 18 років.
Середній дохід на одне домашнє господарство становив 64 927 доларів США (медіана — 53 309), а середній дохід на одну сім'ю — 74 443 долари (медіана — 59 583). Медіана доходів становила 33 750 доларів для чоловіків та 34 583 долари для жінок. За межею бідності перебувало 6,5 % осіб, у тому числі 17,6 % дітей у віці до 18 років та 1,6 % осіб у віці 65 років та старших.
Цивільне працевлаштоване населення становило 557 осіб. Основні галузі зайнятості: виробництво — 24,1 %, сільське господарство, лісництво, риболовля — 21,0 %, освіта, охорона здоров'я та соціальна допомога — 8,3 %, будівництво — 7,7 %.